# Joseph S. Nye
Joseph S. Nye (anglès: Joseph Nye)  (South Orange, 19 de gener de 1937 - Cambridge, 6 de maig de 2025) va ser el fundador del concepte del neoliberalisme dins la teoria sobre relacions internacionals, així com de la idea de la mútua interdependència de països en un món globalitzat i el soft power, basat en l'atracció cultural més que en la força de l'exèrcit, lligat a la noció de país com a marca. Professor de la Universitat Harvard i assessor de Bill Clinton, és considerat un dels teòrics més influents en diplomàcia i teoria política.